# Plagionotus
Genre
Plagionotus est un genre d'insectes coléoptères de la famille des Cerambycidae.

## Morphologie
Les espèces du genre Plagionotus sont les seuls représentants de la tribu des Clytini européens ayant les articles des antennes épineux à leur apex, les autres ayant des antennes plus lisses.
Le genre Plagionotus est lui-même subdivisé en 3 sous-genres.
Le sous-genre Plagionotus est caractérisé par le prothorax transverse, (voir photo du Plagionotus arcuatus), tandis qu'il est arrondi ou allongé dans les autres sous-genres.
D'autres différences ont été récemment découvertes dans l'appareil reproducteur.
Enfin, les sous-genres sont nettement distingués par leur biologie,.

## Biologie
Les larves du sous-genre Plagionotus sont xylophages et attaquent le bois d'arbres feuillus (chênes, châtaigniers, hêtres), tandis que celles des autres sous-genres sont phytophages et attaquent des plantes herbacées (euphorbes, luzernes).

Les adultes du sous-genre Plagionotus, comme certaines autres espèces plus primitives (Xylotrechus, Clytus tropicus) se trouvent sur les tas de bûches et les troncs d'arbre, rarement sur les fleurs, tandis que ceux des autres sous-genres se rencontrent sur les fleurs les plus variées,.

## Distribution
Le genre Plagionotus est divisé en trois sous-genres, et douze espèces, dont trois seulement sont rencontrées en France,. Les deux premières sont aussi présentes en Belgique et au Luxembourg.
- sous-genre Plagionotus (Mulsant, 1842)
  - Plagionotus arcuatus (Linné, 1758) - le clyte arqué
  - Plagionotus detritus (Linné, 1758) - ou clyte frelon
- sous-genre Echinocerus (Mulsant, 1863)
  - Plagionotus floralis (Pallas, 1773) - présent en région PACA, dont la larve se développe dans les herbacées[5].

### Autres espèces rencontrées en Europe
- sous-genre Neoplagionotus (Kasatkin, 2005) 
  - Plagionotus andreui (de La Fuente, 1908)[6]
  - Plagionotus bednariki (Lazarev, 2022)
  - Plagionotus bobelayei (Brullé, 1832)
    - Plagionotus bobelayei huseyini (Lazarev, 2016)
    - Plagionotus bobelayei mouzafferi (Pic, 1905)

  - Plagionotus scalaris (Brullé, 1832)
  - Plagionotus karmelicola (Lazarev, 2022)